# 磷酸二酯鍵

两个磷酸二酯鍵连接了三个核苷

磷酸二酯鍵（英語：phosphodiester bond）也称为“3′,5′-磷酸二酯键”或“磷酸双酯键”，是核酸分子中的磷酸基团的磷原子與另外兩個五碳糖分子的碳原子之間形成的共價鍵。這種形式的鍵結於DNA及RNA分子中負責將分別位於兩個核糖上的3號碳與5號碳連結起來。